# Hemnfjorden
Hemnfjorden er en fjordarm af Trondheimsleia langs kommunegrænsen mellem Hemne og Snillfjord i Trøndelag fylke i Norge. Fjorden strækker sig 25 kilometer mod syd til Kyrksæterøra i bunden af fjorden, men medregnes sidefjorden Snillfjorden er længden 30 kilometer. Hemnfjorden er 410 meter dyb på det dybeste.
Fjorden har indløb mellem Ytterøya i sydvest og Hemnskjel i nordøst. Den yderste del af fjorden er vid med en bredde på 5-6 kilometer, og i denne del ligger flere øer, som Stamnesøya, Fugløya, Jamtøya og Tynsøya. Syd for Tynsøya strækker Åstfjorden sig mod øst til Åstsjøen. Der ligger få større bebyggelser i denne del af fjorden, men før fjorden smalner ind ligger bebyggelsen Heim på vestsiden. Ved Heim smalner fjorden og skifter navn til Bjørkøyfjorden, som er 1,5-2 kilometer bred. Helt mod syd i Bjørkøyfjorden ligger Tannvikvågen. Syd for Tannvikvågen bliver fjorden bredere igen og skifter tilbage til navnet Hemnfjorden. Her deler fjorden sig også i to. Hemnfjorden fortsætter sydvestover til Kyrksæteræra, mens Snillfjorden går ind til byen Krokstadøra.
I den indre del af Hemnfjorden går Fv300 langs vestsiden af fjorden, mens Fv301 går på østsiden. Fra Tannvikvågen går Fv305 nordover langs et lille stykke af fjorden, og i de ydre dele går Fv292 på østsiden. 